# 母音弱化
母音弱化（ぼいんじゃっか、英語: vowel reduction）とは音韻論・音声学で母音が「弱い」ものに変化することをいう。具体的には、アクセント（強弱またはピッチ）や、語内での位置・環境（特に接尾辞など）に応じて、きこえ度（ソノリティ）、長さ、調音位置などに関する母音の特性が減少または失われる変化である。弱化母音は場合や個人による変動が大きくフォルマントが確定しにくいため、音声学的な研究が難しいこともある。
多くの言語では強勢のない音節にのみ現れる。最もよく知られる例はあいまい母音（シュワー）化である。これは英語やロシア語で特に顕著であり、ドイツ語でも強勢のないeが弱化する。しかしスロベニア語などでは弱化母音に強勢が置かれる例もあり、ロシア語のЫも古い同様の弱化（非口蓋化）母音の名残である。
また弱化により長さも短くなるのが普通である。中国語の軽声は、長さが短くなるとともに弁別特性としての声調がなくなっている。
日本語における母音の無声化も一種の弱化である（同化でもある）。これは無声子音にはさまれた（または文末の）母音に起こり、狭母音（iとu：早口では完全に脱落することもある）に、またアクセント核でない位置に起こりやすいが、そうでない場合（例えば「かかる」の最初の音節など）もある。東京方言などではごく普通である（無声化がないと不自然に聞こえる）が、関西方言ではほとんど起こらない。
弱化母音の種類と数は言語によって異なるが、何らかの特性を失うことにより、本来の音素間の対立がなくなって中和に至ることが多い。

## 歴史的変化
母音弱化は話し言葉と書き言葉、あるいは俗語と雅語の差の要因であり、また歴史的な変化の原因ともなる。
モンゴル語では弱化母音の一部が脱落することがあり、現代のキリル文字による正書法ではこれらを表記しないため、これらの位置に古く弱化母音があったことが忘れられつつある。
フランス語では、かつて弱化母音として存在した語末のeは現在では発音しない。ただし詩や歌では発音し、音節主音として扱う。英語の無音eも同様の変化をたどって生じたものである（フランス語のように場合に応じて発音するということはない）。
母音弱化は発音の便宜によるものであり、子音弱化や同化などと並ぶ自然な変化であるといえる。